# Mimusops obovata
Mimusops obovata är en tvåhjärtbladig växtart som beskrevs av Otto Wilhelm Sonder. Mimusops obovata ingår i släktet Mimusops och familjen Sapotaceae. Inga underarter finns listade i Catalogue of Life.